# Еллинек, Элвин Мортон
Элвин Мортон Еллинек (англ. Elvin Morton Jellinek) (15 августа 1890 — 22 октября 1963) — американский физиолог, исследователь алкогольной зависимости.

## Биография
Родился 15 августа 1890 года в еврейской семье. Его отец Маркус Марсель Еллинек (1858—1939) был уроженцем Будапешта, мать — оперная певица Роуз Джейкобсон (1867—1966) — происходила из Каламазу (штат Мичиган). Вскоре после рождения Элвина, они переехали в Будапешт, Австро-Венгрию, где будущий исследователь алкоголизма получил всестороннее образование, пока не вынужден был покинуть страну после Первой мировой войны за участие в незаконных валютных спекуляциях.
Какое-то время он работал Сьерра-Леоне, затем, возможно, перебрался в Гондурас, где печатался под псевдонимом Никиты Хартманна (англ. Nikita Hartmann), хотя точные его занятия не известны вплоть до приезда в США.
С 1931 по 1939 год Элвин проводит исследования шизофрении в одной из больниц Вустера в Массачусетсе. Затем он присоединился к проекту по исследованию алкоголизма, который продолжил в Йельском университете.
Затем, в 1950е годы, Еллинек работал в ВОЗ, Женеве, продолжая изучать алкогольную зависимость, пока не переехал в Канаду, где принимал участие в двух фондах по исследованию данной аддикции.
В 1960 году был издан его фундаментальный труд «Концепция алкогольной болезни» (англ. The Disease Concept of Alcoholism). Умер 22 октября 1963 года в своем кабинете в Пало-Альто от сердечного приступа.

## Концепция алкогольной болезни
К середине двадцатого столетия борьба за признание алкоголизма болезнью в США приобрела новых сторонников, включая Марти Манн, члена Анонимных Алкоголиков, которой Еллинек рассказал об алкоголизме как заболевании. Впоследствии Манн создала Национальный совет по алкоголизму, начав борьбу как со стигматизацией недуга, так и признанием его патологией.
В 1960 году Еллинек издал свой главный труд «Концепция алкогольной болезни», финансируемой Р. Бринкли Смитерсом, известным филантропом. В отличие от более ранних работ, здесь Еллинек  уделяет больше внимания синдрому отмены и росту толерантности, так как они могут вызывать тягу к алкоголю.
Наибольшую известность ему принесла классификация пяти форм употребления алкоголя, из которых сам Еллинек признавал точно патологическим только две:
```
1.
Альфа
 — употребление алкоголя для снятия психологического или физического напряжения, которое ведёт к социальным проблемам, но без утраты контроля и возможности воздержания.
2. 
Бета
 — злоупотребление алкогольными напитками без психической и физической зависимости.
3. 
Гамма
 — характеризуется как психической, так и физической зависимостью от алкоголя, ростом толерантности, с полной утратой контроля над выпивкой
4. 
Дельта
 — отличается от гамма-алкоголизма невозможностью воздержания от употребления, но сам контроль над выпиваемым сохраняется.
5. 
Эпсилон
 — 
запойное пьянство
, дипсомания.
```